# Осташівська сільська рада
Оста́шівська сільська́ ра́да — адміністративно-територіальна одиниця та орган місцевого самоврядування у Зборівському районі Тернопільської області (до вересня 2015 року) Адміністративний центр — село Осташівці.

## Загальні відомості
Осташівська сільська рада утворена в 1939 році.
- Територія ради: 3,5 км²
- Населення ради: 1 038 осіб (станом на 2001 рік)
- Територією ради протікає річка Восушка

## Населені пункти
Сільській раді підпорядковані населені пункти:
- с. Осташівці
- с. Данилівці

## Склад ради
Рада складається з 16 депутатів та голови.
- Голова ради: Котовська Галина Володимирівна
- Секретар ради: Масна Ганна Андріївна

### Керівний склад попередніх скликань
| Прізвище, ім'я, по батькові    | Основні відомості                                                                                   | Дата обрання | Дата звільнення |
| ------------------------------ | --------------------------------------------------------------------------------------------------- | ------------ | --------------- |
| Котовська Галина Володимирівна | Сільський голова, 1959 року народження, освіта середня спеціальна, позапартійна                     | 26.03.2006   | 31.10.2010      |
| Котовська Галина Володимирівна | Сільський голова, 1959 року народження, освіта середня спеціальна, член Української Народної Партії | 31.10.2010   |                 |

Примітка: таблиця складена за даними сайту Верховної Ради України

### Депутати
За результатами місцевих виборів 2010 року депутатами ради стали:

#### За суб'єктами висування
| Суб'єкт висування | Кількість обраних депутатів | %   |
| ----------------- | --------------------------- | --- |
| Самовисування     | 16                          | 100 |

#### За округами
| № округу | Прізвище, ім'я, по батькові    | Дата визнання обраним | Освіта             | Партійна приналежність | Відомості про обраного депутата                                        |
| -------- | ------------------------------ | --------------------- | ------------------ | ---------------------- | ---------------------------------------------------------------------- |
| 1        | Дмитришин Ольга Петрівна       | 05.11.2010            | вища               | позапартійна           | загальноосвітня школа І-ІІ ст. с. Осташівці, вчитель                   |
| 2        | Вальчишин Петро Степанович     | 05.11.2010            | вища               | позапартійний          | Дільнична лікарня с. Озерна, сімейний лікар                            |
| 3        | Леськів Галина Павлівна        | 05.11.2010            | середня спеціальна | позапартійна           | пенсіонер                                                              |
| 4        | Майброда Наталія Володимирівна | 05.11.2010            | незакінчена вища   | позапартійна           | Галицький інститут, студент                                            |
| 5        | Масна Ганна Андріївна          | 05.11.2010            | середня спеціальна | позапартійна           | Осташівська сільська рада, секретар                                    |
| 6        | Любунь Петро Іванович          | 05.11.2010            | середня спеціальна | позапартійний          | Зборівське управління з експлуатації газового господарства, інженер    |
| 7        | Безкостий Ігор Миколайович     | 05.11.2010            | середня спеціальна | член Народної партії   | тимчасово не працює                                                    |
| 8        | Вовк Іванна Михайлівна         | 05.11.2010            | вища               | позапартійна           | загальноосвітня школа І-ІІ ст. с. Осташівці, вчитель                   |
| 9        | Шпак Андрій Михайлович         | 05.11.2010            | середня спеціальна | член Народної партії   | тимчасово не працює                                                    |
| 10       | Колісник Ярослав Зіновійович   | 05.11.2010            | середня            | позапартійний          | загальноосвітня школа І-ІІ ст. с. Осташівці, техпрацівник              |
| 11       | Козак Олександра Богданівна    | 05.11.2010            | середня спеціальна | позапартійна           | приватний підприємець                                                  |
| 12       | Хохолик Володимир Орестович    | 05.11.2010            | середня спеціальна | позапартійний          | тимчасово не працює                                                    |
| 13       | Шилівський Богдан Євгенович    | 05.11.2010            | середня спеціальна | позапартійний          | загальноосвітня школа І-ІІ ст. с. Осташівці, оператор газової котельна |
| 14       | Яруш Галина Петрівна           | 05.11.2010            | середня            | позапартійна           | Богданівський вузол зв'язку, листоноша                                 |
| 15       | Штафирний Орес Миколайович     | 05.11.2010            | середня спеціальна | позапартійний          | пенсіонер                                                              |
| 16       | Букаловська Наталія Богданівна | 13.08.2012            | вища               | позапартійна           | тимчасово не працює                                                    |